# 茨城県道323号上小川停車場線

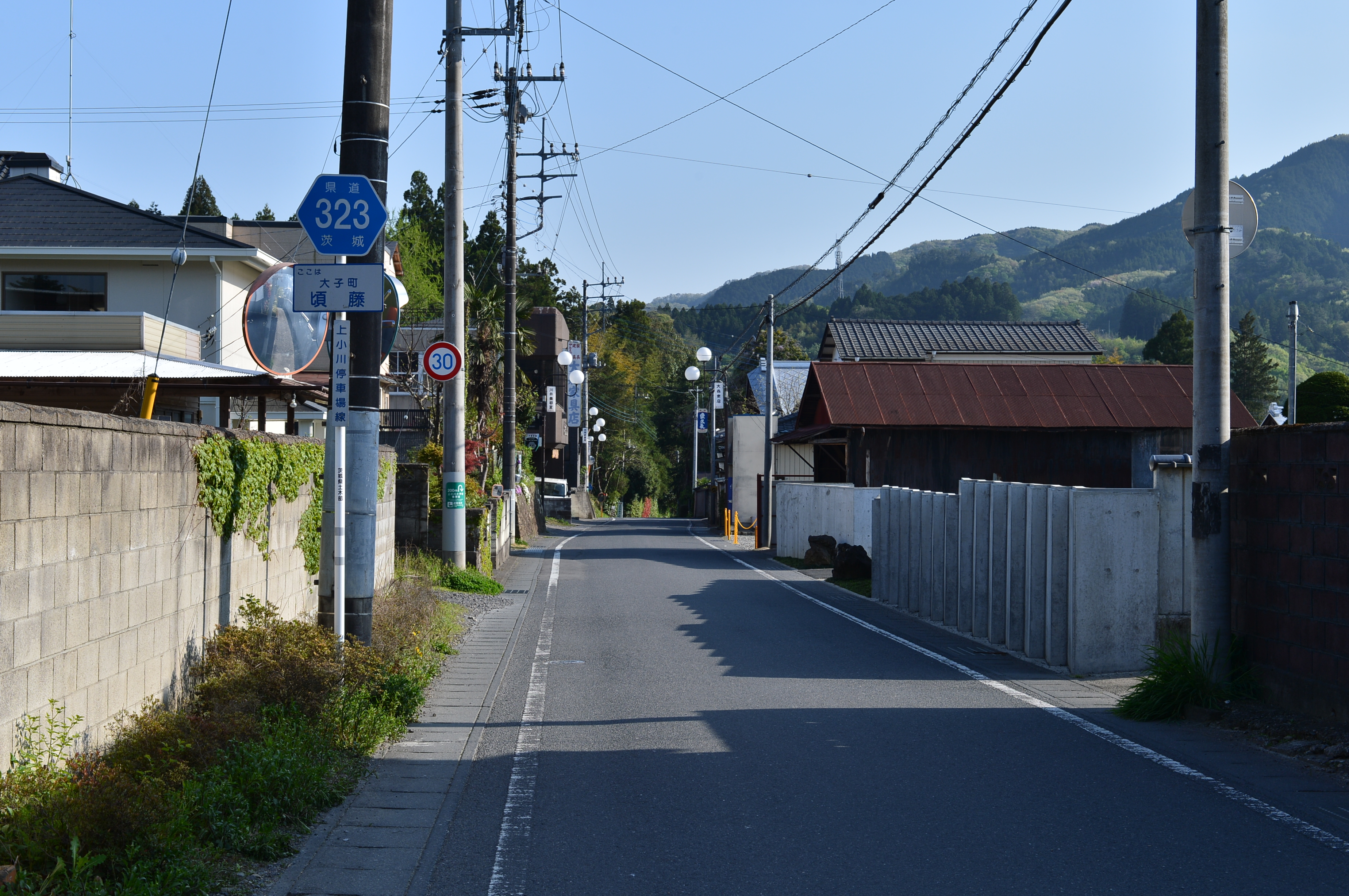
茨城県道323号上小川停車場線
久慈郡大子町頃藤（2015年4月）

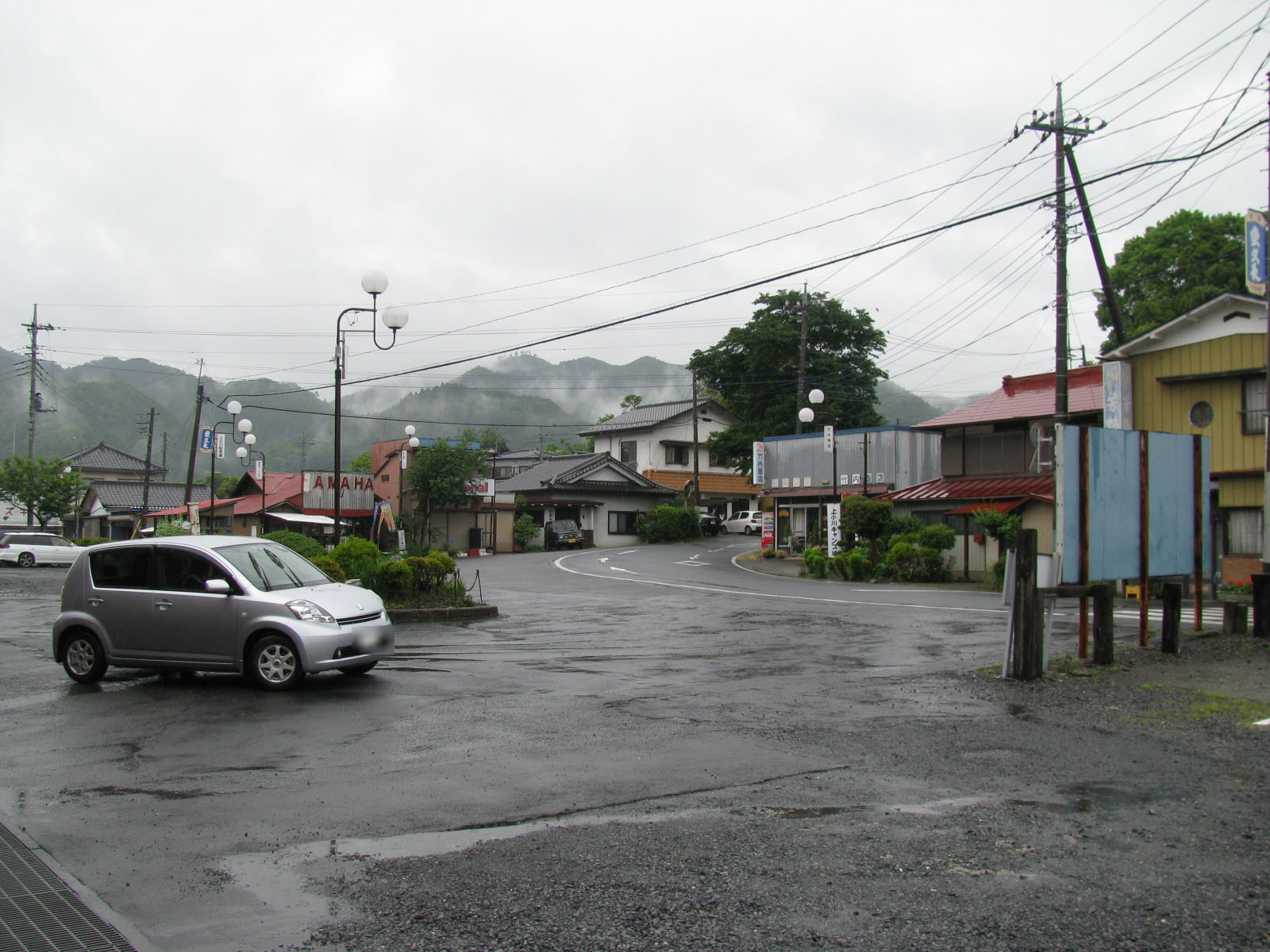
起点付近（上小川駅）

茨城県道323号上小川停車場線（いばらきけんどう323ごう かみおがわていしゃじょうせん）は、茨城県久慈郡大子町内を通る県道で、JR水郡線上小川駅と接続するための道路である。

## 概要
起点であるJR上小川駅の駅前の道路を北（大子方面）に向かい、緩い上り坂を登ると約0.4キロメートル (km) 足らずで大子町頃藤地区の集落で茨城県道32号大子美和線との交差点となり終点となる一般県道である。

### 路線データ
- 起点：久慈郡大子町大字頃藤3533番地先（上小川駅前）[1]
- 終点：久慈郡大子町大字頃藤4989番の3地先（茨城県道32号大子美和線交点）[1]
- 総延長：0.381 km[2]
- 重用延長：なし[2]
- 未供用延長：なし[2]
- 実延長：0.381 km[2]
- 自動車交通不能区間延長[注釈 1]：なし[2]

## 歴史
上小川駅前を通る道路は、かつて駅から大子町頃藤の集落の中を走った国道118号の旧道にあたり、大子町頃藤の国道118号旧道の改良事業によって現在の国道118号現道となる国道バイパス道路の開通により、1977年（昭和52年）2月に頃藤の旧道区間は国道指定を解除された。これに伴い、県道上小川停車場線は、起点・上小川停車場（上小川駅）から終点・久慈郡大子町大字頃藤の主要地方道へと結ぶ県道として、このとき同時に茨城県によって認定されたもので、国道118号旧道の一部区間を引き継いだものである。道路の区域は、認定当時から変更されることなく今に続くが、1995年（平成7年）に茨城県道の路線再編が行われた際に、整理番号が404から323へ変更されている。

### 年表
- 1925年（大正14年）8月15日：上小川駅が開業する。
- 1977年（昭和52年）2月14日
  - 国道118号の旧道の一部が指定解除に伴い、その一部が県道上小川停車場線（整理番号404）として路線認定される[4]。
  - 道路区域を、久慈郡大子町大字頃藤（上小川駅前） - 同町大字頃藤（377.2 m）に決定する[1]。
- 1995年（平成7年）3月30日：整理番号404から現在の番号（整理番号323）に変更される[5]。

## 路線状況
車道の幅は1.5車線程で歩道はない。JR上小川駅にアクセスする生活道路となっている。

## 地理

### 通過する自治体
- 茨城県
  - 久慈郡大子町

### 交差する道路
- 茨城県道32号大子美和線（終点）

### 沿線
- JR水郡線 上小川駅